# مقاطعة أوكمولغي (أوكلاهوما)
مقاطعة أوكمولغي (بالإنجليزية: Okmulgee County)‏ هي إحدى مقاطعات ولاية أوكلاهوما في الولايات المتحدة الأمريكية.